# Nové Mesto (okres Bratislava III)
Nové Mesto (Duits: Neustadt) is een stadsdeel van Bratislava en maakt deel uit van het district Bratislava III.
Nové Mesto telt 37.040 inwoners. In 2011 waren dit er 36.314 waarvan 32.985 Slowaken, 1073 Hongaren en 563 Tsjechen. 
Districten: Bratislava I · Bratislava II · Bratislava III · Bratislava IV · Bratislava V

Stadsdelen: Čunovo · Devín · Devínska Nová Ves · Dúbravka · Jarovce · Karlova Ves · Lamač · Nové Mesto · Petržalka · Podunajské Biskupice · Rača · Rusovce · Ružinov · Staré Mesto · Vajnory · Vrakuňa · Záhorská Bystrica